# История производства и использования железа

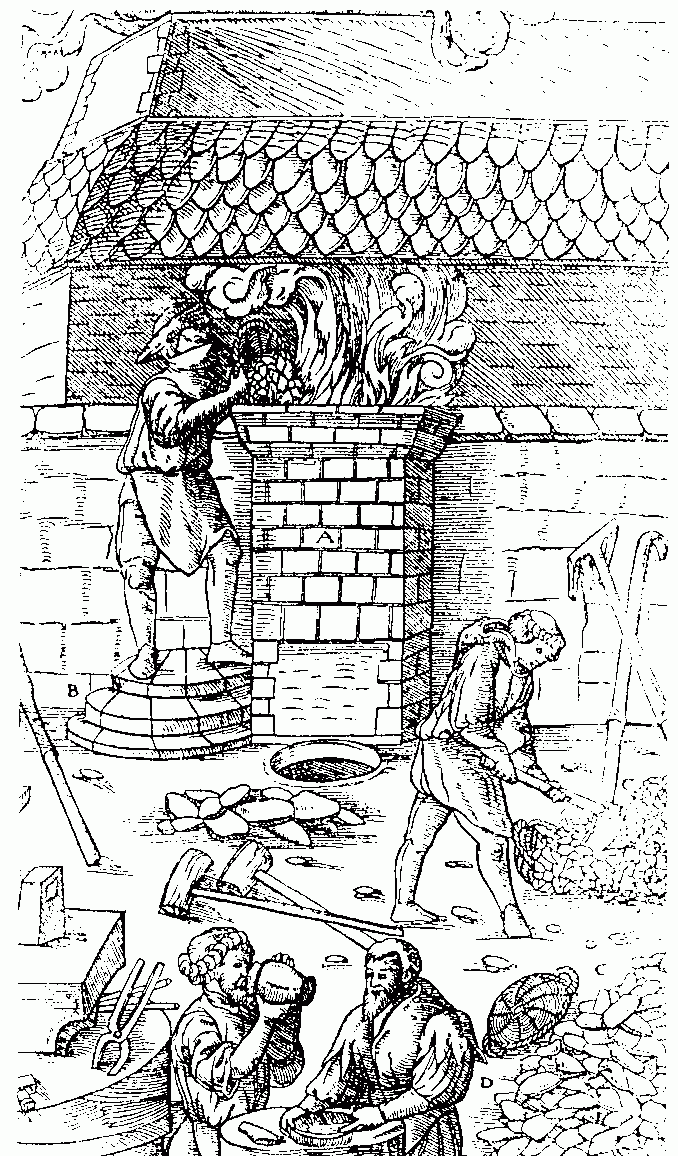
Выплавка железа в Средние века

История производства и использования железа берёт своё начало в доисторической эпохе, скорее всего, с использования метеоритного железа. Выплавка в сыродутной печи применялась в XII веке до н. э. в Индии, Анатолии и на Кавказе. Также отмечается использование железа при выплавке и изготовлении орудий и инструментов в 1200 году до н. э. в Африке южнее Сахары. Уже в первом тысячелетии до н. э. использовалось кованое железо (англ. Wrought iron). Об обработке железа упоминается в первой книге Библии (Быт. 4:22).

## Свойства железных сплавов

Диаграмма состояний сплавов железа и углерода

Материал, в обиходе называемый «железом», как правило, является сталью или чугуном и представляет собой сплав железа (Fe) как химического элемента с углеродом (C). Кроме железа и углерода, сплав содержит незначительные количества других химических элементов.
При концентрации углерода в сплаве менее 0,02 % получается мягкий пластичный тугоплавкий (температура плавления железа 1539 °C) сплав, за которым и закрепляется название его основного ингредиента — железа.
При концентрации углерода в сплаве от 0,02 до 2,14 % сплав называется «сталью». В первозданном виде сталь походит по своим свойствам на железо, но, в отличие от него, поддаётся закалке: при резком охлаждении после нагрева до определённых температур сталь приобретает большую твёрдость — замечательное достоинство, которое, однако, сочетается с приобретённой в процессе той же закалки хрупкостью.
При концентрации углерода в сплаве свыше 2,14 % сплав называется «чугуном». Чугун — хрупкий легкоплавкий сплав, хорошо подходящий для литья, но, как правило, не поддающийся обработке ковкой. Чугун насыщен графитовыми включениями, делающими его неоднородным и механически непрочным. Температура начала плавления (солидус) чугуна составляет 1150 °C, полностью завершается плавление при 1200—1400  °C (ликвидус), в зависимости от состава.

## Технологии производства и обработки железа и сплавов
Для производства железа исторически применялось несколько технологий, которые сложно расположить в хронологическом порядке.

### Метеоритное железо
Использование железа началось намного раньше, чем его производство. Иногда люди находили куски серовато-чёрного металла, попавшие на Землю с метеоритами — метеоритное железо, использовали их для изготовления оружия: перековывали в кинжалы или наконечники копий. Метеоритное железо было более прочным и пластичным, чем бронза, и дольше «держало» остроту лезвия. Поскольку железные метеориты содержали железоникелевый сплав, можно предположить, что качество некоторых уникальных кинжалов могло соперничать с современным ширпотребом. Однако, та же уникальность приводила к тому, что такое оружие оказывалось не на поле боя, а в сокровищнице очередного правителя.

### Сыродутная печь

Железная колонна в городе Дели (Индия). IV—V века нашей эры

Первым устройством для получения железа из руды стала одноразовая сыродутная печь (сыродутный горн, домница). Несмотря на наличие недостатков способ получения железа с использованием такой печи долгое время оставался единственным способом получения железа из руды. На Руси появление первых домниц относят к IX веку.
Впервые железо научились обрабатывать народы Анатолии. Древние греки считали, что открывателями железа был народ халибов. В литературе этот народ назывался устойчивым выражением «отец железа». Слово «сталь» на греческом языке («Χάλυβς») происходит от этого этнонима.
«Железная революция» началась на рубеже I тысячелетия до нашей эры в Ассирии. Железные мечи научились изготавливать представители Гальштатской культуры. С VIII века до нашей эры сварочное железо быстро стало распространяться в Европе, в III веке до нашей эры оно вытеснило бронзу в Галлии, во II веке новой эры появилось в Германии, а в VI веке уже широко употреблялось в Скандинавии; племенами же, проживающими на территории будущей Руси — киммерийцами, а позже скифами и сарматами — железо использовалось ещё до н. э.. В Японии железный век наступил только в VII веке нашей эры.
Известный популяризатор науки Айзек Азимов так описывает историю перехода человечества из бронзового века в железный:
Где-то около XV—XIV вв. до н. э. техника выплавки и науглероживания железа была разработана в кавказских предгорьях в Урарту. Эта страна находилась тогда под властью Хеттского царства, которое находилось на высшей точке своей мощи. Хеттские цари тщательно охраняли монополию на новую технику, ибо понимали её важность. Вначале получали только маленькие партии железа, и в течение нескольких столетий оно стоило порой в сорок раз дороже серебра. Но ещё до того, как выплавку можно было увеличить, а хеттам — этим воспользоваться, им пришёл конец. Хеттское царство было разрушено во время беспорядков, последовавших за движением «народов моря», и хеттская монополия на железо была нарушена. Технология выплавки железа быстро распространялась в том числе, конечно, в Ассирию, которая граничила с «железным царством» Урарту.
Торговля железом восстановила процветание Ассирии. Открылся путь для новых завоеваний.

Вторгшиеся в Грецию дорийские племена обладали железным оружием, именно поэтому они так легко покорили вооруженных бронзой ахейцев. Было железо и у «народов моря», и, когда филистимляне захватывали ханаанское побережье, в сражениях они использовали железное оружие, Но они были не настолько глупы, чтобы раскрывать секрет выплавки железа. Пока им удавалось хранить эту техническую тайну, израильтянам приходилось обороняться более примитивным оружием. Благодаря железу филистимляне не только легко закрепились на побережье, но и обложили данью ближайшие к ним племена. Около двух веков (до прихода к власти Давида в 1013 году до н. э.) им удавалось господствовать над более многочисленными израильскими племенами.
Первым шагом в зарождающейся чёрной металлургии было получение железа путём восстановления его из окиси. Болотная руда перемешивалась с древесным углём и закладывалась в печь. При высокой температуре, создаваемой горением угля, углерод начинал соединяться не только с атмосферным кислородом, но и с тем кислородом, который был связан с атомами железа.
После выгорания угля в печи оставалась так называемая «крица» — комок пористого восстановленного железа с примесью большого количества шлаков. Крицу потом снова разогревали и подвергали обработке ковкой, выколачивая шлак из железа. Полученный брусок железа (в котором всё же оставалось 2—4 % шлака) назывался «кричной болванкой». Долгое время ковка была основным процессом в технологии производства железа, причём, с приданием изделию формы она была связана в последнюю очередь. Ковкой получался сам материал.

### Сварное оружие
Сталь производилась уже из готового железа путём насыщения углеродом последнего. При высокой температуре и недостатке кислорода углерод, не успевая окисляться, пропитывал железо. Чем больше было углерода, тем твёрже оказывалась сталь после закалки.
Как можно было заметить, ни один из перечисленных выше сплавов не обладает таким свойством, как упругость. Железный сплав может приобрести это качество, только если в нём возникает чёткая кристаллическая структура, что происходит, например, в процессе застывания из расплава. Проблема же древних металлургов заключалась в том, что расплавить железо они не могли. Для этого требуется разогреть его до 1540 °C, в то время как технологии древности позволяли достичь температур в 1000‑1300 °C. Вплоть до середины XIX века было невозможно расплавить железо и сталь с содержанием углерода менее 0,4 %, так как плавкость железных сплавов снижается по мере уменьшения концентрации углерода.
Таким образом ни железо, ни сталь сами по себе для изготовления оружия не годились. Орудия и инструменты из чистого железа выходили слишком мягкими, а из чистой стали — слишком хрупкими. Потому, чтобы изготовить, например, меч, приходилось делать «бутерброд» из двух пластин железа, между которыми закладывалась стальная пластина. При заточке мягкое железо стачивалось и появлялась стальная режущая кромка.
Такое оружие, сваренное из нескольких слоёв с разными механическими свойствами, называлось сварным. Общими недостатками этой технологии являлись излишняя массивность и недостаточная прочность изделий. Сварной меч не мог пружинить, вследствие чего неизбежно ломался или гнулся при ударе о непреодолимую преграду.
Отсутствием упругости недостатки сварного оружия не исчерпывались. В дополнение к упомянутым недостаткам, его, например, невозможно было «толком» заточить. Железу можно было придать какую угодно остроту (хотя и стачивалось оно быстро), но и тупилась мягкая режущая кромка из железа почти мгновенно. Сталь же точиться не желала — режущая кромка крошилась. Здесь налицо полная аналогия с карандашами — мягкий грифель легко сделать острым, но он сразу затупится, а твёрдый до особой остроты не доведёшь — десять раз сломается. Так что, бритвы приходилось делать из железа и затачивать заново ежедневно.
В целом же сварное оружие не превосходило остротой столовый нож. Уже одно это обстоятельство требовало делать его достаточно массивным для придания удовлетворительных рубящих свойств.
Единственной мерой, позволяющей достичь сочетания остроты и твёрдости в рамках технологии сварки, была закалка изделия уже после его заточки. Применим же этот метод становился в случае, если стальная режущая кромка приваривалась просто к железному обуху, а не заключалась в «бутерброд» из железа. Либо после заточки могли быть закалены клинки, у которых железный сердечник покрывался снаружи сталью. Недостатком такого метода было то, что заточка оказывалась возможна лишь однажды. Когда стальное лезвие повреждалось и тупилось, весь клинок приходилось перековывать.
Тем не менее именно освоение техники сварки — несмотря на все её недостатки — произвело настоящий переворот во всех сферах человеческой деятельности и привело к огромному возрастанию производительных сил. Сварные орудия были вполне функциональны и, при том, общедоступны. Только с их распространением каменные орудия оказались окончательно вытеснены, и наступил век металла.
Железные орудия решительно расширили практические возможности человека. Стало возможным, например, строить рубленные из брёвен дома — ведь железный топор валил дерево уже не в три, как медный, а в 10 раз быстрее, чем каменный. Широкое распространение получило и строительство из тёсаного камня. Он, естественно, употреблялся и в эпоху бронзы, но большой расход сравнительно мягкого и дорогого металла решительно ограничивал такие эксперименты. Значительно расширились также и возможности земледельцев.

### Булатная сталь и дамаск
Увидеть железо жидким металлурги смогли только в XIX веке, однако ещё на заре железной металлургии — в начале I тысячелетия до нашей эры — индийские мастера сумели решить проблему получения высокоуглеродистой стали с композитной структурой. Такую сталь называли булатом, но из-за сложности изготовления и отсутствия необходимых материалов в большей части мира эта сталь так и осталась индийским секретом на долгое время.
Более технологичный путь получения упругой стали, при котором не требовались ни особо чистая руда, ни графит, ни специальные печи, был найден в Китае во II веке нашей эры. Сталь перековывали до двенадцати раз, при каждой ковке складывая заготовку вдвое, в результате чего получался отличный оружейный материал, называемый «дамаском», из которого, в частности, делались японские катаны (мечи). Количество слоёв стали рассчитывается по формуле {\displaystyle A=2^{N}x}, где {\displaystyle N} — количество проковок, а {\displaystyle x} — изначальное количество видов (слоёв) стали, сковываемой в «бутерброд». При каждой ковке количество слоёв удваивалось, а после 12 проковок количество слоёв достигало 4096, и слои становились неразличимы и из-за диффузии вскоре изчезали.

### Штукофен
Более высокую, по сравнению с сыродутной печью, ступень в развитии чёрной металлургии представляли собой постоянные высокие печи, называемые в Европе штукофенами. Это действительно была высокая печь — с четырёхметровой трубой для усиления тяги. Мехи штукофена «качались» уже несколькими людьми, а иногда и водяным двигателем. Штукофен имел дверцы, через которые раз в сутки извлекалась крица.
Изобретены штукофены были в Индии в начале первого тысячелетия до новой эры. В начале нашей эры они попали в Китай, а в VII веке вместе с «арабскими» цифрами арабы заимствовали из Индии и эту технологию. В конце XIII века штукофены стали появляться в Германии и Чехии (а ещё до того были на юге Испании) и в течение следующего века распространились по всей Европе.
Производительность штукофена была несравненно выше, чем сыродутной печи — в день он давал до 250 кг железа, а температура в нём оказывалась достаточна для науглероживания части железа до состояния чугуна. Однако штукофенный чугун при остановке печи застывал на её дне, смешиваясь со шлаками, а очищать металл от шлаков умели тогда только ковкой, но как раз ей-то чугун и не поддавался. Его приходилось выбрасывать.
Иногда, впрочем, штукофенному чугуну пытались найти какое-то применение. Например, древние индусы отливали из грязного чугуна гробы, а турки в начале XIX века — пушечные ядра. Трудно судить, сколь хорошими были гробы, но ядра из него получались невысокого качества.
Ядра для пушек из железистых шлаков в Европе отливали ещё в конце XVI века. Из литой брусчатки делались дороги. В Нижнем Тагиле до сих пор сохранились здания с фундаментами из литых шлаковых блоков.

### Блауофен
Металлурги давно заметили связь между температурой плавления и выходом продукта — чем выше была температура, тем большую часть содержащегося в руде железа удавалось восстановить. Потому рано или поздно им приходила мысль улучшить штукофен — добавить предварительный подогрев воздуха и увеличить высоту трубы. В середине XV века в Европе появились печи нового типа — блауофены, которые сразу преподнесли сталеварам неприятный сюрприз.
Более высокая температура действительно значительно повысила выход железа из руды, но она же повысила и долю железа науглероживающегося до состояния чугуна. Теперь уже не 10 %, как в штукофене, а 30 % выхода составлял чугун — «свиное железо», ни к какому делу не годное. В итоге, выигрыш часто не окупал модернизации.
Блауофенный чугун, как и штукофенный, застывал на дне печи, смешиваясь со шлаками. Он выходил несколько лучшим, так как его самого было больше, следовательно, относительное содержание шлаков выходило меньше, но продолжал оставаться малопригодным для литья. Чугун, получаемый из блауофенов, оказывался уже достаточно прочен, но оставался ещё очень неоднородным. Из него выходили только простые и грубые изделия, например, кувалды, наковальни, а также пушечные ядра, которые раньше изготавливали из камня.
Кроме того, если в сыродутных печах могло быть получено только железо, которое потом науглероживалось, то в штукофенах и блауофенах внешние слои крицы оказывались состоящими из стали. В блауофенных крицах стали было даже больше, чем железа. С одной стороны, это было хорошо, но вот отделить сталь от железа оказалось весьма затруднительно. Содержание углерода становилось трудно контролировать. Только долгой ковкой можно было добиться однородности его распределения.
В своё время, столкнувшись с этими затруднениями, индусы не стали двигаться дальше, а занялись тонким усовершенствованием технологии и пришли к получению булата. Но индусов в ту пору интересовало не количество, а качество продукта. Европейцы, экспериментируя с чугуном, скоро открыли передельный процесс, поднявший металлургию железа на качественно новый уровень.

### Доменная печь
Следующим этапом в развитии металлургии стало появление доменных печей. За счёт увеличения размера, предварительного подогрева воздуха и механического дутья, в такой печи всё железо из руды превращалось в чугун, который расплавлялся и периодически выпускался наружу. Производство стало непрерывным — печь работала круглосуточно и не остывала. За день она выдавала до полутора тонн чугуна. Перегнать же чугун в железо в горнах было значительно проще, чем выколачивать его из крицы, хотя ковка все равно требовалась — но теперь уже выколачивали шлаки из железа, а не железо из шлаков.
Хотя найденные в Китае чугунные изделия восходят к V веку до нашей эры, самые ранние доменные печи, производящие чугун в «чушках» (слитках), который мог переплавляться в очищенный чугун в вагранках, датируются III—II веками до нашей эры. Подавляющее большинство обнаруженных ранних мест доменного производства относятся к периоду после введения государственной монополии на соль и железорудную промышленность в 117 году до нашей эры (период правления императора У-ди, 141—87 до н. э.) в эпоху династии Хань (202 год до нашей эры — 220 год нашей эры). Большинство железоделательных мест, открытых до 117 года до нашей эры, занимались лишь литьём из заготовок, выплавленных в доменных печах в других районах, отдалённых от населённых пунктов.
В Европе доменные печи впервые были применены на рубеже XV—XVI веков. На Ближнем Востоке и в Индии эта технология появилась только в XIX веке (в значительной степени, вероятно, потому, что водяной двигатель из-за характерного дефицита воды на Ближнем Востоке не употреблялся). Наличие в Европе доменных печей позволило ей обогнать в XVI веке Турцию если не по качеству металла, то по валу. Это оказало несомненное влияние на исход борьбы, особенно когда оказалось, что из чугуна можно лить пушки.
Георгий Агрикола так описывает средневековую технологию плавки:
Обычай выдающихся плавильщиков, умеющих управлять четырьмя элементами (имеются в виду земля, воздух, огонь и вода — вне цитаты), таков. Они смешивают в правильных пропорциях руды, содержащие земли, и загружают их в печи. Затем льют нужное количество воды и умело управляют движением воздуха, поступающего из мехов, забрасывая руду туда, где огонь горит с наибольшей силой. Мастер равномерно обрызгивает водой внутреннее пространство печи, слегка увлажняя древесный уголь с тем, чтобы к нему приставали мелкие частицы руды; иначе эти частицы приводятся в движение силой дутья и огня и уносятся вместе с дымом.
Также Агрикола верно объясняет необходимость изменения конструкции печи в зависимости от типа руд:
Так как природа руд, подлежащих плавке, бывает различной, плавильщикам приходится устраивать горн то выше, то ниже и устанавливать трубу, куда вводятся насадки мехов под меньшим или большим углом для того, чтобы дутье при надобности было более или менее сильным. Если руды нагреваются и плавятся легко, то для работы плавильщиков необходим низкий горн, а труба должна быть установлена под небольшим углом, чтобы дутье было легкое. Наоборот, если руды нагреваются и плавятся медленно, то требуется высокий горн, а труба должна быть установлена с крутым уклоном, чтобы обеспечить сильное дутье. Для руд этого рода нужна весьма горячая печь, в которой сначала расплавляются шлаки, штейны или легкоплавкие камни для того, чтобы руда не могла пригореть к поду горна и закрыть выпускное отверстие.

### Передельный процесс
Когда в XV веке сыродутные горны в Европе сменили домницы, позволяющие тщательно контролировать процесс выплавления жидкого чугуна, то это позволило перейти от одностадийного процесса руда — железо к двухстадийному (передельному) процессу: руда — чугун — железо (сталь). 
Первые доменные печи, предназначенные только для производства чугуна, появились в Европе уже в середине XIV века[уточнить].
В XV веке для нагнетания воздуха в домницы стали применять мехи с приводом от водяного колеса.

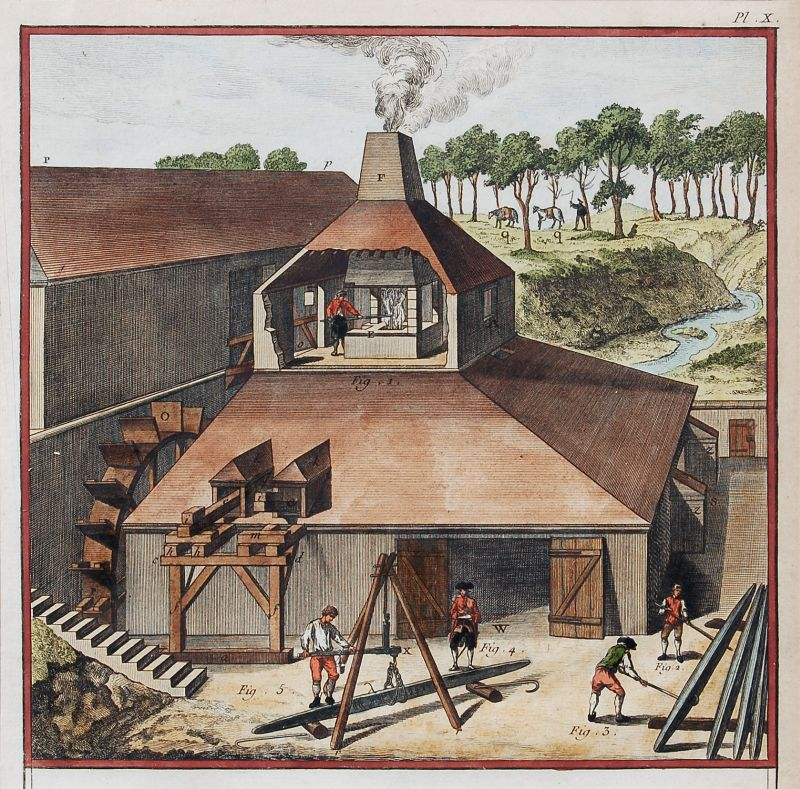
Металлургическое производство XVIII века, иллюстрация из Энциклопедии, или Толкового словаря наук, искусств и ремёсел

#### В России
Первые доменные печи, предназначенные для производства чугуна в России они появились лишь в 1630-е годы. На Руси вплоть до XVII года добывалось практически лишь  «болотное железо», а промышленная разработка железной руды была организована только в 1630-е годы вблизи села Дедилово голландцем Андреем Виниусом, который в 1637 году на реке Тулица в 15 км от Тулы построил Верхне-Тульский чугуноплавильный завод. «Болотное железо» и редкие поверхностные залежи железной руды на Русской равнине не могли обеспечить достаточное производство железа в России. Это стало возможным только в XVIII веке, когда при Петре I металлургические заводы стали возникать на Урале, где были довольно близкие к поверхности богатые залежи качественных руд, леса для заготовки древесного угля и многочисленные реки, позволявшие использовать для работы машин энергию воды. Урал стал мировым центром горно-металлургической промышленности: в конце XVIII — начале XIX века Российская империя вышла в мировые лидеры по производству чёрных металлов.

### Применение угля, коксование, пудлингование, горячее дутьё
С начала XVII века европейской кузницей стала Швеция, производившая половину железа в Европе. В середине XVIII века её роль в этом отношении стала стремительно падать в связи с очередным изобретением — применением в металлургии каменного угля.
Прежде всего надо сказать, что до XVIII века включительно каменный уголь в металлургии практически не использовался — из-за высокого содержания вредных для качества продукта примесей, в первую очередь — серы. С XVII века в Англии каменный уголь, правда, начали применять в пудлинговочных печах для отжига чугуна, но это позволяло достичь лишь небольшой экономии древесного угля — большая часть топлива расходовалась на плавку, где исключить контакт угля с рудой было невозможно.
Потребление же топлива в металлургии уже тогда было огромно — домна (доменная печь) пожирала воз угля в час. Древесный уголь превратился в стратегический ресурс. Именно изобилие дерева в самой Швеции и принадлежащей ей Финляндии позволило шведам развернуть производство таких масштабов. Англичане, имевшие меньше лесов (да и те были зарезервированы для нужд флота), вынуждены были покупать железо в Швеции до тех пор, пока не научились использовать каменный уголь. Его ввёл в употребление в XVII веке Клемент Клерк и его мастера кузнечных дел и литья.
С 1709 году в местечке Коулбрукдейл Абрахам Дарби, основатель целой династии металлургов и кузнецов, использовал кокс для получения чугуна из руды в доменной печи. Из него поначалу делали лишь кухонную утварь, которая отличалась от работы конкурентов лишь тем, что её стенки были тоньше, а вес меньше. В 1750-х годах сын Дарби (Абрахам Дарби II) построил ещё несколько домен, и к этому времени его изделия были ещё и дешевле, чем изготовленные на древесном угле. В 1778 году внук Дарби, Абрахам Дарби III, из своего литья построил в Шропшире знаменитый Железный мост, первый мост в Европе, полностью состоящий из металлических конструкций.

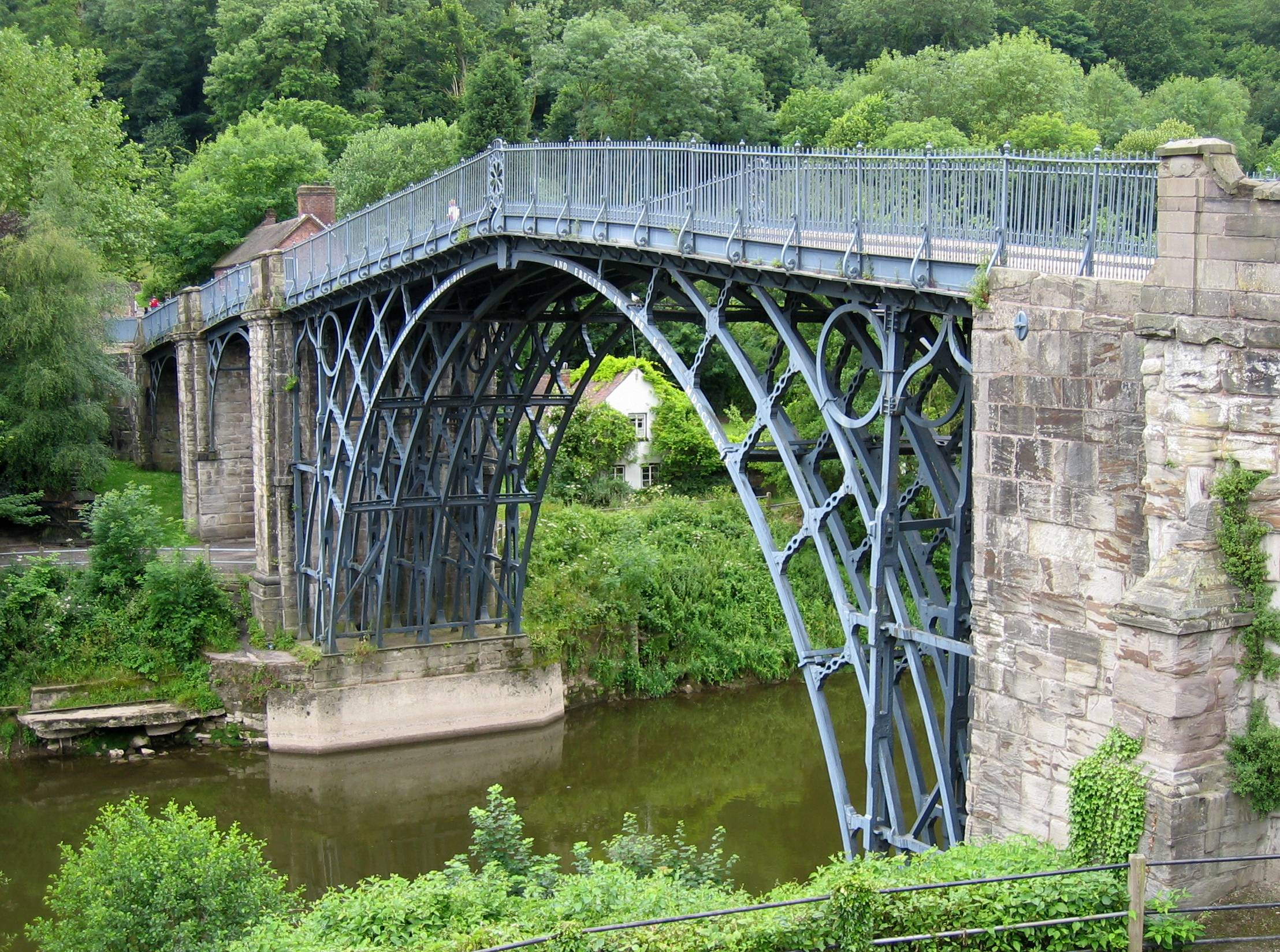
Чугунный мост через Северн, Шропшир, Великобритания.

Для дальнейшего улучшения качества чугуна в 1784 году Генри Корт разработал процесс пудлингования. Среди многих металлургических профессий того времени, пожалуй, самой тяжелой была профессия пудлинговщика. Пудлингование было основным способом получения железа почти на протяжении всего XIX века. Это был очень тяжёлый и трудоёмкий процесс. Работа при нём шла так. На подину пламенной печи загружались чушки (слитки) чугуна; чушки расплавляли. По мере выгорания из металла углерода и других примесей температура плавления металла повышалась, и из жидкого расплава начинали «вымораживаться» кристаллы довольно чистого железа. На подине печи собирался комок слипшейся тестообразной массы. Рабочие-пудлинговщики приступали к операции накатывания крицы при помощи железного лома. Перемешивая ломом массу металла, они старались собрать вокруг лома комок, или крицу, железа. Такой комок весил до 50—80 кг и более. Крицу вытаскивали из печи и подавали сразу под молот — для проковки с целью удаления частиц шлака и уплотнения металла.
Рост производства и улучшение качества английского металла к концу XVIII века позволило Великобритании полностью отказаться от импорта шведского и российского железа. Развернулось сооружение каналов, позволявших перевозить уголь и металлы.
С 1830 по 1847 год производство металла в Англии возросло более чем в 3 раза. Применение горячего дутья при плавке руды, начавшееся в 1828 году, втрое сократило расход топлива и позволило использовать в производстве низшие сорта каменного угля, С 1826 по 1846 год экспорт железа и чугуна из Великобритании увеличился в 7,5 раза.

### Конвертерное производство и мартеновские печи
В 1856 году Генри Бессемер получил патент на новую технологию производства стали (бессемеровский процесс). Он изобрёл конвертер — устройство, в котором сквозь жидкий чугун, получаемый в доменных печах, продувался воздух. В конвертере происходит выгорание углерода, растворённого в железе, что позволяет получать сталь в существенно больших количествах, чем это было ранее доступно.
Альтернативой применения конвертера на протяжении XX века являлась мартеновская печь, в которой также происходило дожигание углерода. К концу XX века мартеновские печи стали очевидно устаревшей технологией и были вытеснены кислородно-конвертерным производством стали.
В середине XX века был изобретён турбодетандер, позволяющий снизить затраты на производство кислорода. Кислород стал достаточно дешёвым, чтобы получить массовое применение в сталелитейной промышленности. Продувка расплавленного чугуна кислородом существенно разогревает металл, что упрощает производство (железо не «вымораживается», а остаётся жидким), позволяет также в конвертер сбрасывать металлолом для переплавки, а также в ряде случаев улучшает качество металла за счёт отсутствия растворённого в металле азота.

### Электрометаллургия
Способность постоянного электрического тока восстанавливать металлы была обнаружена ещё в самом начале XIX века, однако отсутствие мощных источников электроэнергии ограничивало применение этих процессов лабораторными исследованиями. Появление в начале XX века мощных электростанций позволило создать промышленные технологии электрометаллургии. Изначально такие процессы применялись для производства цветных металлов, но к середине XX века пришли и в чёрную металлургию. Широкое применение нашли процессы электрической рудовосстанавливающей плавки, при которой железная руда, смешанная с незначительным количеством углерода, подвергается воздействию мощной электрической дуги, где происходит электрическое восстановление железа на катоде и выгорание примесей на аноде. Таким способом удаётся получить чугун высокого качества, сократить расход кислорода и снизить уровень выбросов углекислого газа. Передельные электрометаллургические процессы дают возможность плавить чугун в вакууме, в среде защитного газа, в присутствии химически активных легирующих элементов, что позволяет получать легированные стали высокого качества и специальные стали (жаропрочные, радиационно стойкие). Стали, получение которых возможно только электрометаллургическими процессами называют электросталями.

### Восстановление водородом
Доменные печи и конвертерное производство является достаточно современным, но весьма грязным для экологии процессом. При том, что большая часть железа получается в кислородно-конвертерном производстве, велики и выбросы углекислого и угарного газов в атмосферу. Модной альтернативой становится прямое восстановление железа из руды водородом. При этом образующиеся частички железа расплавляются в электрических печах, после чего добавляется углерод и получается сталь.

## Обработка металла

### Кузнецы-любители
Первыми производство железных изделий организовали кузнецы-любители — обычные крестьяне, промышлявшие таким ремеслом в свободное от обработки земли время. Кузнец сам находил «руду» (болотная руда вблизи ржавого болота или красный песок), сам выжигал уголь, сам строил сыродутную печь и выплавлял железо, сам ковал, сам обрабатывал.
Умение мастера на данном этапе закономерно было ограничено выковыванием изделий самой простой формы. Инструментарий же его состоял из мехов, каменных молота и наковальни и точильного камня. Железные орудия производились с помощью каменных инструментов.
Если удобные для разработки залежи руды имелись поблизости, то и целая деревня могла заниматься производством железа, но такое было возможным только при наличии устойчивой возможности выгодного сбыта продукции, чего практически не могло быть в условиях натурального хозяйства.
При такой организации производства железа, никогда не удавалось за его счёт полностью покрыть все потребности в самом простом оружии и самых необходимых орудиях труда. Из камня продолжали изготавливаться топоры, из дерева — гвозди и плуги. Металлические доспехи оставались недоступными даже для вождей. Концентрация железных изделий составляла всего порядка 200 граммов на душу населения.
На таком уровне доступности железа находились в начале нашей эры наиболее отсталые племена среди бриттов, германцев и славян. В XII‑XIII веке прибалты и финны сражаясь с крестоносцами пользовались ещё каменным и костяным оружием. Все эти народы умели уже делать железо, но ещё не могли получить его в необходимом количестве.

### Профессиональные кузнецы
Следующим этапом развития чёрной металлургии были профессиональные кузнецы, которые всё ещё сами выплавляли металл, но на добычу железоносного песка и выжигания угля чаще уже отправляли других мужчин — в порядке натурального обмена. На этом этапе кузнец, обычно, уже имел помощника-молотобойца и как-то оборудованную кузницу.
С появлением кузнецов концентрация железных изделий возрастала в 4‑5 раз. Теперь уже каждый крестьянский двор мог быть обеспечен персональным ножом и топором. Возрастало и качество изделий. Кузнецы профессионалы, как правило, владели техникой сварки и могли вытягивать проволоку. В принципе, такой умелец мог получить и дамаск, если знал как, но производство дамаскового оружия требовало такого количества железа, что не могло ещё быть сколько-то массовым.
В XVIII-XIX веках деревенские кузнецы умудрялись даже изготовлять стволы к нарезному оружию, но в этот период они уже пользовались оборудованием, которое сделали не сами. Некоторого масштаба перенос ремесленного производства из города в деревню становился возможным на таком этапе развития города, когда стоимость даже довольно сложного оборудования оказывалась незначительной.
Средневековые же деревенские кузнецы сами делали свои орудия труда как умели. Поэтому рядовой мастер обычно преуспевал в изготовлении предметов простой плоской формы (топор, нож, лопату и т. п.), но не обладал достаточной квалификацией, чтобы изготовить трёхмерное изделие, или состыковать несколько изделий между собой — что, например, требовалось для создания надёжного шлема. Изготовить же такое сложное изделие, как спусковой механизм для арбалета, деревенскому кузнецу было не под силу — ведь для этого потребовались бы измерительные устройства.
Не было у кустарных кузнецов и специализации — и мечи, и иголки, и подковы делал один и тот же мастер. Более того, во все времена сельские кузнецы были заняты в первую очередь именно изготовлением наиболее необходимых односельчанам простейших производственных и бытовых орудий, но не оружия.
Впрочем, последнее отнюдь не отменяет того обстоятельства, что в примитивных культурах даже самый заурядный кузнец считался несколько сродни колдуну, хотя, более адекватно его можно уподобить художнику. Выковывание даже обычного меча было настоящим искусством.
Теоретически всё выглядело просто: надо только наложить одна на другую три полоски металла, проковать их, и клинок готов. На практике, однако, возникали проблемы — с одной стороны надо было добиться прочной сварки и даже взаимопроникновения слоев, а с другой, нельзя было нарушать равномерность толщины слоя (а она-то и была — с лист бумаги) и, тем более, допустить, чтобы слой разорвался. А, ведь, обработка производилась тяжёлым молотом.
До разделения труда между городом и деревней годовое производство железа не превышало 100 граммов в год на человека, форма изделий была очень простой, а качество — низким. Основная масса людей пользовалась инструментами и оружием низкого качества и когда в литературе описывается вооружение какого-нибудь варяга, систематически упускается из вида то обстоятельство, что речь идёт об элитном оружии вождя, откопанном в его кургане. Варвары, которым курганы не полагались, вооружались существенно проще. На данном уровне развития производительных сил (характерном, например, для галлов, франков, норманнов, Руси X века) тяжёлое вооружение могло иметься только у аристократии — не более одного воина в броне на 1000 человек населения.
На новый уровень металлообрабатывающая промышленность вступила только тогда, когда стало возможным разделение труда и возникновение специальностей. Мастер железо покупал, причём уже нужного качества, покупал инструменты, необходимые по его профилю, и нанимал подмастерьев. Если уж он и делал ножи, то сдавал их на реализацию ящиками. Если делал мечи, то не по два в год, а по четыре в неделю. Такой мастер уже в силу специализации обладал большим опытом в изготовлении определённого типа изделий.
Но для возникновения специализации непременно требовался город — хоть на несколько тысяч жителей — чтобы мастер мог всё купить и продать. Даже очень крупные призамковые посёлки (а их население тоже иногда достигало нескольких тысяч человек) не давали такой возможности — ведь в них не только ничего не производилось на продажу в другие поселения, но и отсутствовал даже внутренний товарообмен.
Чем более был развит обмен, тем больше могло быть мастеров и их специализаций, сформироваться разделение труда. Но для значительного развития обмена требовались деньги и сравнительная стабильность.
Ещё больший прогресс мог быть достигнут организацией мануфактуры, но вокруг неё требовалось выстроить уже 50-тысячный город, и наличие ещё нескольких таких же поблизости.
Тем не менее, даже после сосредоточения ремесленного производства в городах, колоритная фигура кузнеца оставалась непременным элементом пасторального ландшафта вплоть до начала, а кое-где и до середины XX века. Долгое время крестьяне просто не имели возможности покупать городские изделия. На ранних этапах развития обмена квалифицированные ремесленники обслуживали только господствующие классы — в первую очередь военные сословия.

### После распространения штукофенов
Кустарное производство железа, однако, перестало практиковаться сразу после распространения штукофенов. Кузнецы начали покупать железо в слитках, а ещё чаще — железный лом, на предмет перековки мечей на орала.
Когда же развитие товарности хозяйства сделало городские ремесленные изделия доступными широким массам, кузнецы ещё долго занимались починкой сделанных в городах орудий.
Параллельно с решением организационных моментов улучшение методов обработки металлов требовало и совершенствования техники. Поскольку же основным методом была ковка, то усовершенствованию подлежали в первую очередь молоты.
Дело было в том, что, если ковка осуществлялась ручным молотом, то и размер изделия оказывался ограничен физическими возможностями кузнеца. Один человек способен выковать вручную деталь весом не более нескольких килограммов. Для ковки большинства изделий физических сил одного человека хватало, поскольку они были небольшими, но при выковывании предметов весом в десятки и сотни килограммов, например, деталей осадных машин без механического молота, приводимого в движение водяным колесом, мулами или рабочими, было уже не обойтись.
Проблема ковки массивных (до нескольких центнеров) деталей была решена ещё в античности, но в период средних веков она обрела новую остроту, так как крицы, получаемые из штукофенов, тоже нельзя было отковать кувалдой.
Конечно, можно было делить их на небольшие части, но, при этом, в каждой оказалось бы своё, причём неизвестное, содержание углерода, а потом, для изготовления мало-мальски крупного изделия полученные куски пришлось бы сковывать обратно.
Из-за всего этого было крайне невыгодно выковывать отдельные части изделия и соединять их вместе, ковать крицу надо было целиком. Потому, штукофен по-хорошему требовалось комплектовать даже не одной, а тремя водяными машинами — одна качала мехи, другая — орудовала молотом, третья — откачивала воду из шахты. Без третьей тоже было никак — кустарными заготовками штукофен рудой было не обеспечить.
Впрочем, объёмы производства зависели не столько от технологий, сколько от организации труда. Если металлург не отвлекался на другие задачи, то и сыродутных печей он мог наделать куда больше. Так, в Риме производство достигло 1,5 килограмма на человека в год, и этого не хватало — железо в Рим возили даже из далёкого Китая. В Европе же и Азии даже с использованием штукофенов производство редко достигало килограмма. Но с появлением доменных печей в Европе этот показатель сразу утроился, а в Швеции с XVII века достиг 20 килограммов в год. К концу XVIII века этот рекорд был побит, и в Англии на душу населения стало производиться уже 30 кг железа в год.
В России после петровской индустриализации производство достигло 3 килограммов на душу населения в год и оставалось на этом уровне до конца XVIII века.